# Mezinárodní letiště Chang-čou Siao-šan
Mezinárodní letiště Chang-čou Siao-šan (čínsky v českém přepisu Chang-čou Siao-šan kuo-ťi ťi-čchang, pchin-jinem Hángzhōu Xiāoshān Guójì Jīchǎng, znaky zjednodušené 杭州萧山国际机场, tradiční 杭州蕭山國際機場, anglicky Hangzhou Xiaoshan Airport, IATA: HGH, ICAO: ZSHC) je mezinárodní letiště u Chang-čou v provincii Če-ťiang v Čínské lidové republice. Leží přibližně 27 kilometrů východně od centra města na jižním břehu Čchien-tchangu v obvodě Siao-šan. Je uzlovým letištěm pro společnosti Loong Air a XiamenAir (2017). V provozu je od prosince 2000 a nahradilo starší letiště Chang-čou Ťien-čchiao, které leží sedm kilometrů severovýchodně od centra a od té doby slouží výhradně pro vojenské účely jako letecká základna Chang-čou Letectva Čínské lidové republiky.
Letiště není napojeno na hromadnou kolejovou dopravu, ale autobusové linky vedou do řady měst v Če-ťiangu i v sousední provincii Ťiang-su.